# Коу Лей
Коу Лей, Лей Коу (укр. Лей Коу, кит. упр. 寇磊, палл. Коу Лэй) (род. 20 ноября 1987 года) — игрок в настольный теннис, по ходу своей карьеры представлявший КНР и Украину. Многократный чемпион Украины, бронзовый призёр Европейских игр и Кубка европейских федераций[уточнить]. Мастер спорта Украины международного класса.

## Биография
Родился 20 ноября 1987 года в Пекине (КНР).
На Украину переехал в 2005 году по приглашению донецкого клуба. Перед Олимпийскими играми 2008 года получил украинское гражданство.
В финале одиночного разряда чемпионата Украины 2009 года в Полтаве завоевал золотую медаль, победив с минимальным отрывом полтавчанина Ивана Каткова
На Чемпионате Европы 2010 года в Остраве (Чехия) в парном разряде вместе с Евгением Прищепой завоевал бронзовую медаль.
В финале одиночного разряда чемпионата Украины 2014 года в Донецке победил львовянина Александра Дидуха
В финале одиночного разряда чемпионата Украины 2015 года в Жолкве победил киевлянина Виктора Ефимова.

## Олимпийские игры
Участник летних Олимпийских игр 2008 года в Пекине. В первом же туре соревнований уступил представителю Конго Суражу Сака.
На летних Европейских играх 2015 года в Баку (Азербайджан) дошёл до полуфинала, где уступил белорусу Владимиру Самсонову. В поединке за 3-е место победил представителя Великобритании Пола Дринкхолла со счетом 4:2, тем самым завоевав бронзовую медаль.
На летних Олимпийских играх 2016 года в Рио-де-Жанейро (Бразилия) удачно прошёл первые три круга, а в четвёртом круге уступил португальцу Маркушу Фрейташу 0:4 (8:11, 7:11, 5:11, 7:11).

## Семья
Женат, имеет дочь.